# Ле-Валь
Ле-Валь (фр. Le Val) — коммуна во Франции в регионе Прованс — Альпы — Лазурный берег, департамент Вар, округ Бриньоль, кантон Бриньоль.
Площадь коммуны — 39,34 км², население — 3867 человек (2006) с выраженной тенденцией к росту: 4198 человек (2012), плотность населения — 107,0 чел/км².

## Население
Население коммуны в 2011 году составляло — 4191 человек, а в 2012 году — 4198 человек.
| 1962 | 1968 | 1975 | 1982 | 1990 | 1999 | 2004 | 2006 | 2009 | 2011 | 2012 |
| ---- | ---- | ---- | ---- | ---- | ---- | ---- | ---- | ---- | ---- | ---- |
| 916  | 972  | 1308 | 1699 | 2893 | 3363 | 3760 | 3867 | 4022 | 4191 | 4198 |

Динамика населения:

## Экономика
В 2010 году из 2525 человек трудоспособного возраста (от 15 до 64 лет) 1630 были экономически активными, 895 — неактивными (показатель активности 64,6 %, в 1999 году — 63,3 %). Из 1630 активных трудоспособных жителей работали 1430 человек (742 мужчины и 688 женщин), 200 числились безработными (85 мужчин и 115 женщин). Среди 895 трудоспособных неактивных граждан 181 были учениками либо студентами, 408 — пенсионерами, а ещё 306 — были неактивны в силу других причин.
На протяжении 2010 года в коммуне числилось 1754 облагаемых налогом домохозяйства, в которых проживало 4126,0 человек. При этом медиана доходов составила 18 тысяч 478 евро на одного налогоплательщика.